# Arquêntero
Arquêntero ou intestino primitivo é a cavidade da gástrula nos embriões de animais. Comunica-se com o exterior por um orifício denominado blastóporo.
À medida que ocorre o dobramento do embrião, pela divisão dos macrômeros e micrômeros, forma-se uma nova cavidade no interior do mesmo, o arquêntero, que é responsável pela formação da cavidade digestiva dos animais adultos. O arquêntero possui uma abertura para o meio externo que é chamada de blastóporo, e em alguns grupos, chamados protostômios, irá originar a boca, enquanto que em outros, chamados deuterostômios, originará o ânus.